# Bâtiment de l'école 18. novembar à Subotica
Le bâtiment de l'école 18. novembar à Subotica (en serbe cyrillique : Зграда школе 18. новембар у Суботици ; en serbe latin : Zgrada škole 18. novembar u Subotici) est situé à Subotica, dans la province de Voïvodine et dans le district de Bačka septentrionale, en Serbie. Il est inscrit sur la liste des monuments culturels protégés de la république de Serbie (identifiant no SK 1800).

## Présentation
Le bâtiment a été construit vers 1910-1912 dans le style Sécession pour servir d'établissement scolaire.
Son plan suit la lettre « L » de l'alphabet latin. La façade sur rue est conçue comme asymétrique, avec une avancée latérale couronnée par un attique entouré de deux globes, tandis que le côté opposé dispose d'un portail en bois orné de détails décoratifs habituellement présents dans une guirlande. Le rez-de-chaussée et l'avancée sont rythmés par des bandes horizontales en mortier de plâtre et, verticalement, par le jeu des ouvertures. Un cordon sépare le rez-de-chaussée des étages. Des consoles stylisées participent à la décoration de la façade tout comme certains éléments moulurés.